# アダナ
アダナ (Adana) はトルコ中南部の都市。アダナ県の県都と大都市自治体。人口は173万人（2000年）で、トルコで5番目に大きな都市である。市街から東へ12kmのところにNATOの空軍基地がある。

## 歴史
ローマ帝国の時代、紀元前63年に大ポンペイウスによって町が建設されたと伝わる。以後、街道駅として栄えた。ローマ帝国が滅んだ後は衰退したが、8世紀にバグダードのカリフ、ハールーン・アッ＝ラシードの治下で再建された。
のちにオスマン帝国の支配下に入った。アダナとその周辺は、19世紀に入っても遊牧的伝統の強い地域だったが、1865年より政府軍が派遣されて遊牧民が抑圧され、綿花栽培地への転換が図られた。帝国内のアルメニア系住民が大農園を形成し、トルコ系の小作人やクルド系の季節労働者を酷使することもみられた。このことは、帝国内部の民族対立を助長させた。
オスマン帝国が解体された後、一時期フランスに占領された。
オスマン帝国末期、1909年にアダナではアルメニア人の大虐殺が起こり、約3万人が犠牲になったと言われる。
1986年に大都市自治体に指定され、セイハンとユレイルの2つの区が設置された。2004年に指定範囲の拡大により、知事室の周囲半径30kmまでに拡大し、区の数が5に増加した。2012年の大都市自治体の指定範囲の拡大により、アダナ県の全域とは同一の範囲となっている。

## 地理
タウロス山脈の南側、キリキア平原の中央、地中海から約50km内陸に位置する。

## 気候
ケッペンの気候区分で地中海性気候 (Csa) に区分される。
| アダナ (1927年–2017年)の気候               | アダナ (1927年–2017年)の気候 | アダナ (1927年–2017年)の気候 | アダナ (1927年–2017年)の気候 | アダナ (1927年–2017年)の気候 | アダナ (1927年–2017年)の気候 | アダナ (1927年–2017年)の気候 | アダナ (1927年–2017年)の気候 | アダナ (1927年–2017年)の気候 | アダナ (1927年–2017年)の気候 | アダナ (1927年–2017年)の気候 | アダナ (1927年–2017年)の気候 | アダナ (1927年–2017年)の気候 | アダナ (1927年–2017年)の気候 |
| 月                                         | 1月                          | 2月                          | 3月                          | 4月                          | 5月                          | 6月                          | 7月                          | 8月                          | 9月                          | 10月                         | 11月                         | 12月                         | 年                           |
| ------------------------------------------ | ---------------------------- | ---------------------------- | ---------------------------- | ---------------------------- | ---------------------------- | ---------------------------- | ---------------------------- | ---------------------------- | ---------------------------- | ---------------------------- | ---------------------------- | ---------------------------- | ---------------------------- |
| 最高気温記録 °C （°F）                     | 26.5 (79.7)                  | 28.5 (83.3)                  | 32.0 (89.6)                  | 37.5 (99.5)                  | 41.3 (106.3)                 | 42.8 (109)                   | 44.0 (111.2)                 | 45.6 (114.1)                 | 43.2 (109.8)                 | 41.5 (106.7)                 | 34.3 (93.7)                  | 30.8 (87.4)                  | 45.6 (114.1)                 |
| 平均最高気温 °C （°F）                     | 14.7 (58.5)                  | 16.1 (61)                    | 19.3 (66.7)                  | 23.6 (74.5)                  | 28.2 (82.8)                  | 31.7 (89.1)                  | 33.8 (92.8)                  | 34.6 (94.3)                  | 33.1 (91.6)                  | 28.9 (84)                    | 22.5 (72.5)                  | 16.7 (62.1)                  | 25.3 (77.5)                  |
| 日平均気温 °C （°F）                       | 9.5 (49.1)                   | 10.5 (50.9)                  | 13.4 (56.1)                  | 17.5 (63.5)                  | 21.7 (71.1)                  | 25.6 (78.1)                  | 28.2 (82.8)                  | 28.7 (83.7)                  | 26.1 (79)                    | 21.6 (70.9)                  | 15.8 (60.4)                  | 11.2 (52.2)                  | 19.1 (66.4)                  |
| 平均最低気温 °C （°F）                     | 5.1 (41.2)                   | 5.9 (42.6)                   | 8.1 (46.6)                   | 11.8 (53.2)                  | 15.6 (60.1)                  | 19.6 (67.3)                  | 22.8 (73)                    | 23.2 (73.8)                  | 20.0 (68)                    | 15.5 (59.9)                  | 10.6 (51.1)                  | 6.8 (44.2)                   | 13.8 (56.8)                  |
| 最低気温記録 °C （°F）                     | −8.1 (17.4)                  | −6.6 (20.1)                  | −4.9 (23.2)                  | −1.3 (29.7)                  | 5.6 (42.1)                   | 9.2 (48.6)                   | 11.5 (52.7)                  | 14.8 (58.6)                  | 9.3 (48.7)                   | 3.5 (38.3)                   | −4.3 (24.3)                  | −4.4 (24.1)                  | −8.1 (17.4)                  |
| 降水量 mm （inch）                         | 107.6 (4.236)                | 90.0 (3.543)                 | 65.4 (2.575)                 | 51.3 (2.02)                  | 47.3 (1.862)                 | 20.4 (0.803)                 | 6.3 (0.248)                  | 5.6 (0.22)                   | 17.8 (0.701)                 | 42.1 (1.657)                 | 71.7 (2.823)                 | 119.1 (4.689)                | 644.6 (25.378)               |
| 平均降水日数                               | 12.1                         | 10.9                         | 10.7                         | 10.0                         | 7.5                          | 3.7                          | 1.2                          | 1.1                          | 3.4                          | 6.8                          | 8.0                          | 11.4                         | 86.8                         |
| 平均月間日照時間                           | 139.5                        | 149.7                        | 186.0                        | 213.0                        | 282.1                        | 318.0                        | 334.8                        | 322.4                        | 270.0                        | 229.4                        | 177.0                        | 136.4                        | 2,758.3                      |
| 平均日照時間                               | 4.5                          | 5.3                          | 6.0                          | 7.1                          | 9.1                          | 10.6                         | 10.8                         | 10.4                         | 9.0                          | 7.4                          | 5.9                          | 4.4                          | 7.54                         |
| 出典：Turkish State Meteorological Service |                              |                              |                              |                              |                              |                              |                              |                              |                              |                              |                              |                              |                              |

## 経済
綿やコムギ、ブドウ、柑橘類、オリーブなどの集散地であり、繊維工業、食品加工が盛んである。

## 交通

### 空港
- アダナ・シャキリパシャ空港（トルコ語版）

### 鉄道
- アダナ駅（トルコ語版）

### 市内交通
- アダナ地下鉄

## 教育
- Çukurova University
- Adana Science and Technology University
- Çağ University
- Kanuni University

## スポーツ
アダナにはアダナスポルとアダナ・デミルスポールの2つのサッカークラブがある。

## アダナ出身の人物
- ヤシャル・ケマル - 作家
- ユルマズ・ギュネイ - 映画監督
- ハサン・シャシュ - サッカー選手
- サクプ・サバンジュ - 実業家

## 姉妹都市
- ベエルシェバ（イスラエル）
- ジッダ（サウジアラビア）
- ナブール市（チュニジア共和国ナブール県）